# Yes, God, Yes – Böse Mädchen beichten nicht
Yes, God, Yes – Böse Mädchen beichten nicht (Originaltitel Yes, God, Yes) ist eine US-amerikanische Coming-of-Age Komödie der Regisseurin Karen Maine aus dem Jahr 2019.

## Handlung
Im Herbst 2000 ist Alice eine Schülerin einer streng katholischen Highschool. Ihre aufkeimende sexuelle Neugier unterdrückt sie, weil Pfarrer Murphy im Unterricht Sexualität außerhalb der Ehe als Sünde darstellt. Während eines Chats lässt sie sich zu Cybersex hinreißen, den sie jedoch bereits nach wenigen Sekunden abbricht, als ihre Mutter nach Hause kommt.
Nach einer Party am Wochenende geht in der Schule das Gerücht um, Alice hätte ihrem Klassenkameraden Wade „die Sahne geschlagen“ (im Original „tossed the salad“). Alice kennt die Redewendung nicht und bestreitet, irgendwelche sexuellen Handlungen ausgeführt zu haben. Das Gerücht erreicht auch die Lehrerin Mrs. Veda. Diese entbindet Alice in letzter Minute von ihrer Rolle als Gabenbringerin in der Messe.
Mit ihrer besten Freundin Laura nimmt Alice am schulischen „Kirkos Retreat“ teil. Im Camp lernt sie den attraktiven Chris kennen, der zusammen mit Nina und anderen älteren Schülern als Mentor agiert. In der Nacht entdeckt Alice ihr Mobiltelefon als Vibrator, bricht allerdings ab, als sie das Kruzifix an der Wand sieht.
Auf der Wanderung am zweiten Tag simuliert Alice einen Sturz, um Chris näherzukommen. Am Nachmittag entdeckt Nina Alices Telefon, das sie bei ihrer Ankunft eigentlich hätte abgeben müssen. Zur Strafe muss sie Reinigungsarbeiten in der Kantine übernehmen. Sie nutzt die Gelegenheit, um auf Vater Murphys Computer einen Schwulen-Chat zu betreten und die Redewendung „Sahne schlagen“ zu ergründen. Bevor sie Ergebnisse erhält, hört sie Schritte und schaltet den Computer hastig aus.
Am dritten Tag konfrontiert Vater Murphy die Gruppe mit dem Chat auf seinem Computer und fordert den Schuldigen auf, sich noch vor Ende des Retreats zu bekennen. Bei der Beichte drängt er Alice, die Gerüchte um sie zu gestehen, glaubt ihren Beteuerungen allerdings nicht. Während ihrer Reinigungspflichten stellt sie Wade zur Rede, weil er die Gerüchte um sie nicht bestritten hat. Er gibt lediglich Alice die Schuld daran und lässt sie stehen, ohne sich zu entschuldigen. Dabei vergisst er jedoch sein Armband, das Alice an sich nimmt. Beim Bodenwischen beobachtet Alice, wie Nina im Garten einen anderen Mentor küsst und felliert. Dabei stimuliert Alice sich mit dem Besenstiel, bis sie abermals unterbrochen wird. Als sie Laura erzählt, was Nina getan hat, glaubt sie ihr nicht und es kommt zu einem Streit. Laura wirft ihr vor, das Gerücht mit Wade selbst in die Welt gesetzt zu haben, und unterstellt, sie habe sich am Computer des Pfarrers zu schaffen gemacht.
Bei der nächsten Gelegenheit versteckt Alice das Armband von Wade unter der Tastatur im Büro von Vater Murphy. Als er eintrifft, versteckt sie sich und wird Zeugin, wie er zu einem Porno masturbiert. Verwirrt trifft sie auf Chris, mit dem sie sich in Ruhe unterhält. Dabei küsst sie ihn, doch er rennt davon. Am Abend stiehlt sie sich vom Camp und betritt eine Lesben-Bar. Die Besitzerin Gina gibt ihr Ratschläge und fährt sie zurück. Beim Abschied erfährt Alice endlich, dass die Redewendung „jemanden den Penis zu rubbeln“ (im Original Anilingus) bedeutet.
Am letzten Tag schließt Laura Frieden mit Alice, nachdem Wade der Vorfall am PC zugeschoben wurde. Laura glaubt nun, Wade wäre schwul und hätte selbst das Gerücht erfunden, um seine Homosexualität zu verbergen. In einer Rede auf der Gruppensitzung erinnert Alice daran, dass jeder etwas verheimlicht und man andere trotzdem mit Respekt behandeln sollte.
Wieder in der Schule entschuldigt sich Alice bei Chris. Während der Beichte bei Vater Murphy gesteht Alice, dass sie während des Retreats einen Porno gesehen hätte und beschreibt dabei die Details des Videos, das der Pfarrer selbst geschaut hatte. Beschämt erteilt Vater Murphy ihr die Buße, die Alice jedoch nicht vollführt. Stattdessen geht sie nach Hause, um zu der Sexszene aus Titanic zu masturbieren.

## Produktion
Der Film ist das Spielfilmdebüt der Regisseurin Karen Maine. Er basiert auf ihrem 2017 erschienenen, gleichnamigen Kurzfilm, bei dem ebenfalls Natalia Dyer die Hauptrolle übernahm.
Für das fiktive Kirkos Retreat nahm Maine das reale Kairos Retreat zum Vorbild, ein katholisches Programm für Highschool und College.
Premiere feierte der Film am 8. März 2019 auf dem South by Southwest Film Festival. In den US-amerikanischen Kinos wurde er am 24. Juli 2020 vorgeführt. In Deutschland erschien er am 18. Januar 2021 als Video-on-Demand.

### Synchronisation
Die Synchronisation übernahm Think Global Media nach der Dialogregie von Constantin von Jascheroff.
| Rolle        | Darsteller         | Deutscher Sprecher        |
| ------------ | ------------------ | ------------------------- |
| Alice        | Natalia Dyer       | Elise Eikermann           |
| Vater Murphy | Timothy Simons     | Peter Lontzek             |
| Laura        | Francesca Reale    | Luisa Wietzorek           |
| Nina         | Alisha Boe         | Josephine Schmidt         |
| Chris        | Wolfgang Novogratz | Constantin von Jascheroff |
| Gina         | Susan Blackwell    | Heike Schroetter          |

## Kritiken
Der Film erhielt überwiegend positive Kritiken. Rotten Tomatoes zählte 117 positive und 9 negative Rezensionen. Metacritic zählte 18 positive, 4 gemischte und keine negativen Veröffentlichungen. Auf der Seite der Internet Movie Database wurde bei 16.097 Nutzern die gewichtete Durchschnittsnote 6,1 von 10 ermittelt.

„In der Teenie-Komödie „Yes, God, Yes – Böse Mädchen beichten nicht“ entlarvt Karen Maine die ganz alltägliche Verlogenheit in der (religiösen) Sexualerziehung - mit einem effizienten Erzähltempo, einer tollen Natalia Dyer und einer ansteckenden Empathie selbst für die Heuchler unter den Figuren.“

„Karen Maines Indie-Komödie, die in den späten Neunzigern spielt, blickt mit lakonischem Humor auf das sexuelle Erwachen der Jugendlichen. Sie nimmt nicht nur die scheinheilige Doppelmoral der kirchlichen Würdenträger aufs Korn, ihr Film lässt auch keinen Zweifel daran, dass einige Teenager schon in der Highschool durch die Hölle gehen.“

## Auszeichnungen
SXSW Film Festival 2019
- Special Jury Award
- Nominierung SWSX Grand Jury Award für Karen Maine

Santa Fe Independent Film Festival 2019
- Audience Award in der Kategorie Best Narrative Feature für Karen Maine